# Jakob Stott
Jakob Stott (* 4. Mai 1955 in Aarhus) ist ein dänischer Banker und Vermögensverwalter. Von März 2020 bis Juni 2022 agierte er als CEO der Quintet Private Bank, einer in Luxemburg ansässigen Privatbankengruppe. Quintet Private Bank befindet sich im Besitz von Precision Capital, einem Investmentvehikel, welches zu 100 % Mitgliedern der Al-Thani Familie in Katar gehört.

## Ausbildung
1980 absolvierte er einen Master-Abschluss in Wirtschaftswissenschaften an der Universität Kopenhagen  und 1982 einen MBA an der Kellogg School of Management der Northwestern University, Illinois in den USA.

## Karriere
Seine Karriere begann 1982 bei JP Morgan in der City of London, wo er zunächst für Morgan Guaranty Limited tätig war. 1984 wechselte er zur Currency and Interest Rate Swap Group. 1989 wurde er Senior Vice President, und 1990 Managing Director der Treasurer von JP Morgan in Frankfurt am Main, ab 1991 Leiter der Niederlassung Frankfurt. 1993 war er im Bereich Asia Pacific von JP Morgan als Regional Head of Global Markets tätig, wurde 1994 zusätzlich General Manager Singapur und 1997 Regional Head of Global Credit. Zwischen 1998 und 2003 war er Head of Investment Banking für Zentral- und Osteuropa, den Nahen Osten und Afrika. 2004 folgte die Funktion Co-Head der Global Government Institutions Group.
Im Oktober 2010 übernahm er unter Jürg Zeltner (†), dem Präsidenten der Wealth Management der UBS Group, für die UBS die Gesamtverantwortung für das Onshore-Geschäft im Bereich Vermögensberatung (Wealth-Management) in Europa und somit die Führung von mehr als 45 Niederlassungen in Deutschland, Großbritannien, Frankreich, Monaco, Italien, Spanien, Österreich, Luxemburg, Belgien und den Niederlanden.
2019 wechselten Zeltner als CEO und Stott als sein Stellvertreter – sowie weitere Top-Banker der weltgrößten Vermögensverwaltung UBS - zur Luxemburgischen Bankengruppe KBL European Private Bankers („KBL epb“) der Familie Al Thani. Die KBL-Gruppe wurde im Januar 2020 in Quintet Private Bank umfirmiert und sollte sich durch den Erwerb der Bank am Bellevue von der Bellevue Group auf dem Schweizer Markt positionieren. Nach dem plötzlichen Tod von Jürg Zeltner am 22. März 2020 wurde Stott durch den Aufsichtsrat zum CEO der Quintet Private Bank berufen. Im Jahr 2022 stelle Jakob Stott sein Amt als CEO zur Verfügung, welches im Juli 2022 von Chris Allen übernommen wurde.